# Kościół Anglikański w Ameryce Północnej
Kościół Anglikański w Ameryce Północnej (ang. Anglican Church in North America, ACNA) – denominacja anglikańska w Ameryce Północnej powstała w 2009 roku.
Kościół został założony przez hierarchów kościelnych i wiernych, którzy nie uznali niektórych liberalnych reform wprowadzonych przez Kościoły anglikańskie w Kanadzie i Stanach Zjednoczonych Ameryki. ACNA reprezentuje konserwatywne skrzydło anglikanizmu. Nie jest członkiem Wspólnoty Anglikańskiej.

## Historia
Bezpośrednią przyczyną powstania Kościoła Anglikańskiego w Ameryce Północnej były wydarzenia w Stanach Zjednoczonych Ameryki z pierwszego dziesięciolecia XXI wieku związane z elekcją i ordynacją homoseksualisty, Gene’a Robinsona na biskupa episkopalnego New Hampshire.
W 2004 roku cztery amerykańskie diecezje episkopalne: San Joaquin, Quincy, Fort Worth oraz Pittsburgh, które nie zgodziły się uznać nowego biskupa New Hampshire, opuściły struktury Kościoła Episkopalnego Stanów Zjednoczonych Ameryki i rozpoczęły procedurę tworzenia nowej denominacji anglikańskiej w Ameryce Północnej.
W 2007 roku separatystyczni biskupi anglikańscy o poglądach konserwatywnych z USA i Kanady spotkali się w Pittsburghu, gdzie ustalili wstępne założenia doktrynalne i ustrojowe nowego Kościoła. W 2008 roku na konferencji GAFCON w Jerozolimie poinformowali Wspólnotę Anglikańską o formalnych przygotowaniach do ukonstytuowania konserwatywnego Kościoła anglikańskiego na terenie Kanady i Stanów Zjednoczonych Ameryki. W grudniu 2008 roku na konwencji w Wheaton przyjęli własną ordynację kościelną.
22 czerwca 2009 roku, na kongresie w Bedford, Kościół Anglikański w Ameryce Północnej dokonał wyboru swojego pierwszego arcybiskupa, ogłosił niezależność od Kościoła Anglikańskiego Kanady i Kościoła Episkopalnego Stanów Zjednoczonych Ameryki oraz podjął kroki mające na celu uznanie go za nową prowincję Wspólnoty Anglikańskiej.

## Arcybiskupi ACNA
- od 2009 do 2014 - Robert Duncan
- od 2014 - Foley Beach